# Insensibilidad al tamaño de la muestra
Insensibilidad al tamaño de la muestra es un sesgo cognitivo  que ocurre cuándo las personas juzgan la probabilidad de obtener una muestra estadística sin respetar el tamaño de la muestra. Por ejemplo, en un estudio los sujetos asignaron la misma probabilidad a obtener una altura media de más de seis pies [183 cm] en muestras de 10, 100, y 1,000 hombres. En otras palabras, en muestras pequeñas, la variación es más probable, pero la gente no espera esto.

En otro ejemplo, Amos Tversky y Daniel Kahneman preguntaron
Cierta ciudad es atendida por dos hospitales. En el hospital más grande nacen alrededor de 45 bebés cada día, y en el hospital más pequeño nacen alrededor de 15 bebés cada día. Como saben, alrededor del 50% de todos los bebés son niños. Sin embargo, el porcentaje exacto varía de un día a otro. A veces puede ser superior al 50%, a veces inferior. 

Durante un período de 1 año, cada hospital registró los días en que más del 60% de los bebés nacidos eran varones. ¿Qué hospital crees que registró más de esos días?
1. El hospital más grande
2. El hospital más pequeño
3. Fue lo mismo en ambos hospitales (esto es, la diferencia fue de menos del 5%)

El 56% de los sujetos eligieron la opción 3 y el 22% de los sujetos eligieron respectivamente las opciones 1 o 2. Sin embargo, según la teoría del muestreo, es mucho más probable que el hospital más grande presente una proporción cercana al 50% que el hospitale pequeño en un determinado día, lo cual implica que la respuesta correcta a la pregunta es el hospital más pequeño (ver la ley de grandes números).
La negligencia relativa al tamaño de la muestra se obtuvo en un estudio diferente de psicólogos estadísticamente sofisticados.
Tversky y Kahneman explicaron estos resultados como causados por la heurística de representatividad, según la cual la gente juzga intuitivamente que las muestras tienen propiedades similares a su población sin tomar en cuenta otras consideraciones. Un sesgo relacionado es la ilusión de agrupación, en la cual las personas esperan menos rachas en muestras pequeñas. La insensibilidad al tamaño de la muestra es un subtipo de negligencia por extensión.